# Ленгенбостел
Ленгенбостел (њем. Lengenbostel) општина је у њемачкој савезној држави Доња Саксонија. Једно је од 57 општинских средишта округа Ротенбург (Виме). Према процјени из 2010. у општини је живјело 460 становника. Посједује регионалну шифру (AGS) 3357034.

## Географски и демографски подаци
Ленгенбостел се налази у савезној држави Доња Саксонија у округу Ротенбург (Виме). Општина се налази на надморској висини од 39 метара. Површина општине износи 5,1 km². У самом мјесту је, према процјени из 2010. године, живјело 460 становника. Просјечна густина становништва износи 91 становника/km².